# DMG Inc.
DMG Inc., zuvor R. V. Alfonso, DMG Inc., war ein philippinischer Hersteller von Automobilen.

## Unternehmensgeschichte
Das Unternehmen wurde 1955 in Manila gegründet. DMG stand für Diesel Motors of Germany. Zunächst gab es eine Verbindung zu Hanomag und Henschel & Sohn. 1958 kam es zur Verbindung mit der Volkswagen AG. Die Produktion und Montage von Nutzfahrzeugen begann 1958 und jene von Personenkraftwagen 1959. 1974 kam ein eigenes Modell dazu. Der Markenname lautete entweder DMG oder Toro. Ab 1979 war das Unternehmen in Quezon City ansässig. 1978, 1982, 1984 oder 1985 endete die Produktion.
Es ist nicht bekannt, wann das Unternehmen aufgelöst wurde.

## Fahrzeuge
Der VW Country Buggy wurde ab Ende der 1960er Jahre von Volkswagen Australasia importiert und als VW Sakbayan angeboten. Dies war ein Mehrzweckfahrzeug, in der offenen Version einem Strandwagen ähnelnd.
Der Toro war ein Coupé. Die Karosserie bestand aus Kunststoff. Das Fahrzeug basierte auf dem Fahrgestell vom VW Käfer. Dessen Vierzylinder-Boxermotor war im Heck montiert und trieb die Hinterräder an. Der kleinere der beiden genannten Motoren leistete 44 PS aus 1285 cm³ Hubraum. Der größere Motor hatte 1584 cm³ Hubraum und 54 PS Leistung. Das Fahrzeug war bei einem Radstand von 2400 mm 4300 mm lang, 1635 mm breit und 1345 mm hoch.